# Liste des universités maronites
Les universités maronites sont des instituts de l'enseignement privé fondés par l'Église maronite, qui est une Église catholique orientale. Ces universités se situent au Liban et à Rome.

## Au Liban
Au Liban, on compte cinq établissements universitaires maronites : 
- Université Saint-Ésprit de Kaslik, fondée par l'Ordre libanais maronite
- Université antonine, fondée par l'Ordre maronite des pères antonins libanais
- Université de la sagesse
- Université Notre-Dame de Loueizé, fondée par l'Ordre maronite marial libanais
- Université de la Sainte-Famille, à Batroun, fondée par l'ordre maronite des Sœurs de la Sainte-Famille (ordre patriarcal)

Ces universités sont fréquentées par des étudiants de confessions différentes, mais à majorité chrétienne. En mars 2012, un problème est survenu à l'université antonine, quand un groupe de 37 étudiants chiites ont défié la direction et monopolisé le parvis de l'Église pour faire leur prière.

## À Rome
L'École maronite de Rome a été fondée le 5 juillet 1584 à l'initiative du pape Grégoire XIII et est toujours active. Les premiers étudiants maronites venaient du Liban, de la Syrie (Alep) et de Chypre.
Les catholiques maronites sont connus pour leur dynamisme éducatif et culturel et ils sont rattachés au Vatican.